# Oracja
Oracja (łac. oratio od orare: mówić, rozprawiać) to:
- zwykle długie i kwieciste przemówienie w bardzo uroczystym tonie;
- żartobliwe określenie  umoralniającej mowy;
- uroczysta modlitwa w liturgii rzymskokatolickiej.

Etymologia słowa pochodzi z łacińskiego oratorium ('dom modlitwy'), przekształcone co do znaczenia według wł. Oratorio di San Filippo Neri w Rzymie, gdzie w XVI w. odbywały się nabożeństwa muzyczne w rodzaju misteriów, oratio ('przemówienie' łac. 'mowa; język, styl') i łac. orator ('mówca') od orare ('wypowiadać formułę liturgiczną; mówić; błagać; modlić się')
zobacz też: orator, perora